# Юров (Киевская область)
Юров (укр. Юрів) — село, входит в Бучанский район Киевской области Украины.
Население по переписи 2001 года составляло 356 человек. Почтовый индекс — 08041. Телефонный код — 4578. Занимает площадь 0,387 км². Код КОАТУУ — 3222788601.

## Местный совет
08041, Київська обл., Макарівський р-н, с. Юрів, вул. Леніна, 27